# Вавозьке сільське поселення
Ваво́зьке сільське поселення — колишнє муніципальне утворення у складі Вавозького району Удмуртії, Росія. Адміністративний центр — село Вавож.
Голова:
- 2008–2012 — Данилов В'ячеслав Борисович

Населення становить 5949 осіб (2019, 6186 у 2010, 6086 у 2002).
Розформоване 9 травня 2021 року законом Удмуртської Республіки за 26 квітня 2021 року № 30-РЗ через переформування муніципального району на муніципальний округ.
До складу поселення входять такі населені пункти:
| Населений пункт        | Населення, осіб (2002) | Населення, осіб (2010) |
| ---------------------- | ---------------------- | ---------------------- |
| Вавож, село            | 5631                   | 5816                   |
| Вавож, присілок        | 58                     | 37                     |
| Велика Можга, присілок | 202                    | 169                    |
| Жуйо-Можга, присілок   | 179                    | 164                    |
| Зелена Роща, присілок  | 16                     | 0                      |